# Tridem
 (août 2012).
Si vous disposez d'ouvrages ou d'articles de référence ou si vous connaissez des sites web de qualité traitant du thème abordé ici, merci de compléter l'article en donnant les références utiles à sa vérifiabilité et en les liant à la section « Notes et références ».

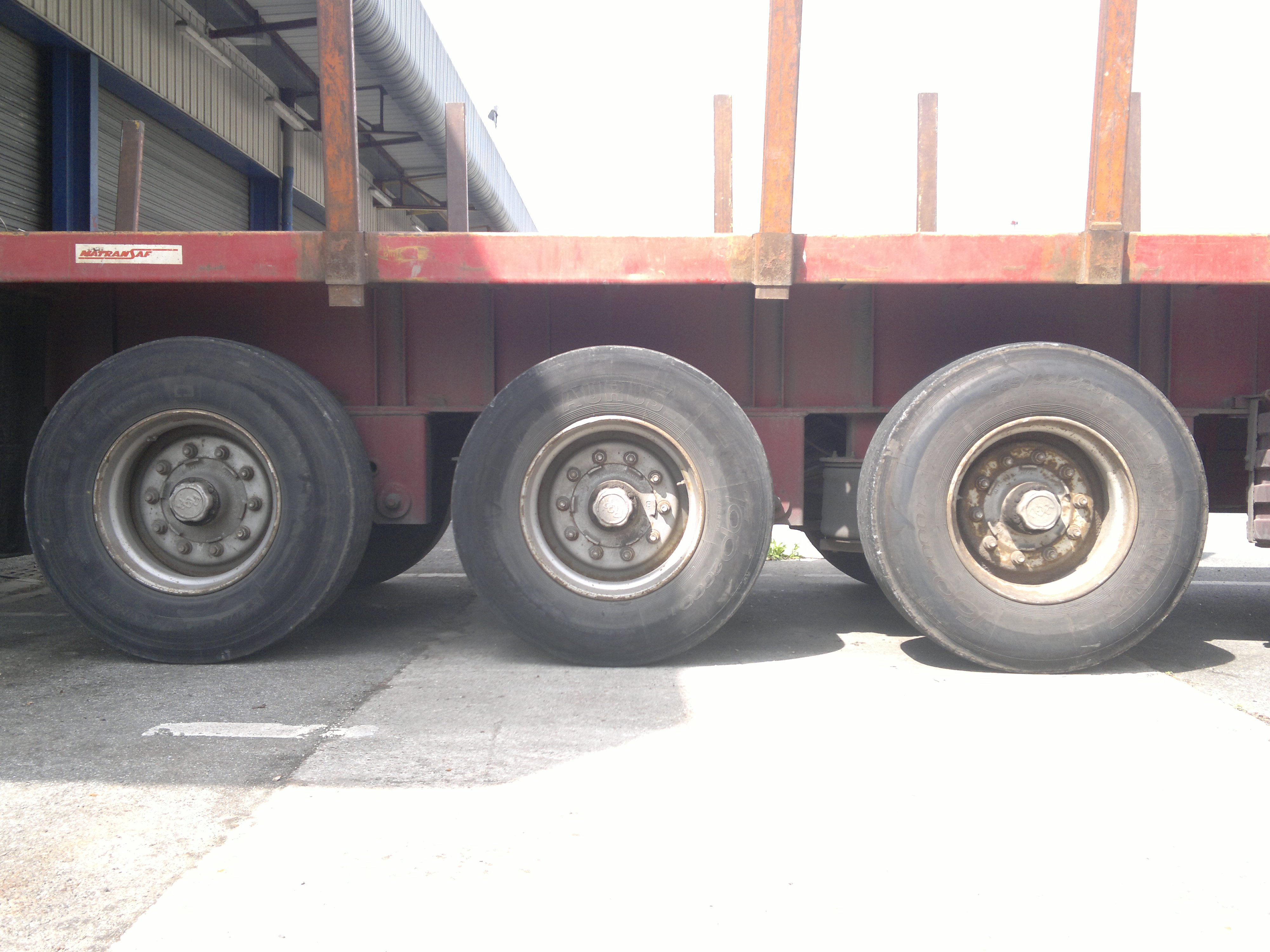
Tridem.

Un tridem est l'alignement d'un groupe de trois éléments identiques, à l'instar du tandem, groupe de deux.
Dans le transport routier, ce terme désigne les trois essieux (en anglais : tridem rear axles) d'une semi-remorque dont la charge totale, sur ce groupe de 3 essieux, ne dépasse pas 27 tonnes (PTAC de 38 tonnes), pour un ensemble-routier de 40 à 44 tonnes de PTRA,,.
Le tridem désigne aussi, dans le cas d'un tracteur routier ou d'un camion isolé (« porteur ») à plus de trois essieux, les trois essieux arrière (8×8, 8×6, 8×4 et 8×2).
En Amérique du Nord, pour des raisons de réglementation et de culture, les semi-remorques sont en tandem (deux essieux), attelées à des tracteurs à trois essieux, alors que le tridem est très courant en Europe.